# Parastrangalis aurigena
Parastrangalis aurigena là một loài bọ cánh cứng trong họ Cerambycidae.